# Río Madidi
Der Río Madidi ist ein linker Nebenfluss des Río Beni im Norden des Departamento La Paz im Tiefland des Andenstaates Bolivien. Über seine Länge gibt es sehr unterschiedliche Angaben, je nachdem, welche Quellflüsse dazugezählt werden. Dazu mäandriert der Río Madidi sehr stark und verändert dabei ständig seinen Lauf.

## Verlauf
Die Quellflüsse des Río Madidi entspringen auf etwa 900 m Höhe in den Voranden, etwa 30 km südwestlich der Ortschaft Ixiamas und 280 km nördlich von La Paz. Die ersten 120 km windet sich der Fluss durch die letzten Ausläufer der Anden im Bereich der Yungas, die auf Grund der hohen Biodiversität und des vom Menschen kaum beeinflussten Zustandes als Nationalpark Madidi geschützt sind, bis er bei dem Höhenzug Cerros de Bala das Tieflandbecken erreicht und nach Norden abbiegt. Ab etwa Kilometer 145 fließt er nach Nordosten durch tropischen Regenwald und Savannen und nimmt dabei vor allem rechte Nebenflüsse, wie den Río Claro, den Río Ciro und den Río Undumo auf, die die Gegend nördlich von Ixiamas entwässern. Um den Río Madidi erfolgte auch außerhalb des Nationalparkes praktisch keine Besiedelung, erst an den letzten Kilometern des Flusses gibt es kleine Dörfer. Auch wird der Fluss durch keine Straßen erschlossen, es ist aber der Bau der noch fehlenden Abschnitte der Ruta 16 geplant, die den Fluss im Westen überqueren wird und eine dritte Straßenverbindung in den Norden Boliviens darstellen soll. Der Río Madidi fließt in den Río Beni kurz bevor dieser das Departamento Pando erreicht.
Der Río Madidi führt in seiner gesamten Länge durch das Municipio Ixiamas (eins der größten Municipios in Bolivien). Durch den stark mäandrierenden Verlauf gibt es am Río Madidi viele Altarme und Lagunen.

## Nebenflüsse und Orte am Río Madidi
- Río Plora km 57 (links) ⊙
- Alto Madidi km 118
- Río Claro km 266 (rechts) ⊙
- Río Enatahua km 421 (links) ⊙
- Río Undamo auch: Undumo km 505 (rechts) ⊙
- Ojaki km 567 ⊙
- Esperanza del Madidi km 591 ⊙
- Barracón km 604,5 ⊙